# American Action
American Action är ett bolag som under 1980-talet publicerade flera datorspel till hemdatorn Commodore 64 både från amerikanska licensgivare som Datasoft, Accolade, First Star och Chris Gray Enterprises men även svenska som Greve Graphics och Voodoo Design. Bolaget var ett dotterbolag till Svenska Microdealer.

## Produkter
Spel som de publicerade var Zorro (Datasoft), "Conan" (Datasoft), "Bruce Lee" (Datasoft), Law of the West (Accolade), PSI-5 Trading Company (Accolade), Sky Twice (Voodoo Design), Soldier One (Greve Graphics), Captured (Greve Graphics), Blood and Guts (Greve Graphics), 1943 - One Year After (Greve Graphics), Superman (First Star), olika versioner av "X & Y" (First Star) och gjorde också en egen "Boulder Dash III". Några spel finns i annons från en återförsäljare  men American Action stod inte bakom alla dessa, återförsäljarens reklam är fel.

## Personal
Bland dem som arbetade på American Action fanns bland andra Philip Diab, samt Claes Magnusson som marknadschef som förutom ett antal jippon som inkallelseorders till barn inför lanseringen av Soldier One även fick en löpsedel av Kvällsposten där föräldrar förfasade sig över "blod och inälvor" (Blood 'n Guts) i dåtidens debatt kring datorspels- och videovåld.
American Action lanserade också Programkanalen som var ett tre minuter långt och mycket populärt telefonsvararmeddelande som varje vecka spelades in av den sedermera kände radioprogramledaren Jens Wallin och som sändes ut via tio telefonsvarare. På programmet fanns önskningar, topplista och allmänt bus.

## Nya ägare
Den 16 januari 1987 gick bolaget i konkurs, men startades upp igen den 13 mars samma år efter att konkursboet köpts av Effekta AB. Ny försäljningschef blev Philip Diab. Företaget släppte spelet The Three Musketeers, och planerade att i augusti 1987 släppa spelet Ivanhoe. Andra spel som planerades var Jorden runt på 80 dagar, Röda Nejlikan, Greven av Monte Cristo, Blood'n Guts II, Warp One och Back in the USSR. Det talades också om ett nytt "superspel" som ännu inte fått någon titel.